# Det Kgl. Bibliotek
Det Kgl. Bibliotek (tidligere Det Kongelige Bibliotek) er Danmarks nationalbibliotek, og er en fusion af Statsbiblioteket i Aarhus og Det Kongelige Bibliotek i København, der  trådte i kraft 1. januar 2017.
Biblioteket ligger i København på Slotsholmen mellem Christiansborg Slot og ved vandet, hvor tilbygningen Den Sorte Diamant udgør fronten. I Aarhus er det tidligere Statsbiblioteket en del af campusområdet for Aarhus Universitet. Det er et af verdens største biblioteker.
- Bogtårnet i Aarhus, er et markant hjørne på Aarhus Universitet
- Statsbiblioteket i Aarhus ændrede i januar 2017 navn til Det Kgl. Bibliotek
- Bibliotekshaven fra 2018 i Bogtårnet i Aarhus

## Bibliotekets organisering
Biblioteket er ansvarlig for udgivelsen af Nationalbibliografien. I forbindelse med pligtafleveringsordningen råder biblioteket over den mest komplette samling af såvel bøger trykt i Danmark som udenlandske bøger om Danmark.
Biblioteket huser desuden det tidligere UB1, der var en del af Københavns Universitetsbibliotek. Hertil kommer, at det er en forskningsinstitution samt varetager kulturelle og museale opgaver.
Biblioteket blev i 2005 lagt sammen med det tidligere UB2, Danmarks Natur- og Lægevidenskabelige Bibliotek. Det nye bibliotek fik navnet Det Kongelige Bibliotek, Nationalbibliotek og Københavns Universitetsbibliotek. Biblioteket består af to hovedsøjler: En national biblioteksdel, samt de forenede universitetsbiblioteker, der fungerer som forskningsbibliotek for Københavns Universitet.
Siden 2006 har biblioteket deltaget i det internationale eBooks on Demand projekt, som har til formål at muliggøre digitalisering af bibliotekets bogbestand.

## Historie

### Tidlige historie
Biblioteket blev grundlagt af kong Frederik 3., der 1661-1664 erhvervede tre adelsbiblioteker: Joachim Gersdorffs, Laurids Ulfeldts og Peder Scavenius'. De kom til at udgøre bibliotekets grundstamme, rige på udenlandsk, særlig romansk litteratur, men fattige på nordisk. Som gave fra den islandske Biskop Brynjulf Sveinsson modtog kongen overordentlig vigtige oldnorsk-oldislandske håndskrifter (den ældre Edda, Flatø-bogen), og af Keplers søn købtes for 600 rigsdaler Tycho Brahes håndskrevne originalobservationer. Ved kongens død bestod biblioteket af ca. 20.000 bind. 
Under hans efterfølgere Christian 5. og Frederik 4. voksede det til ca. 40.000 bind ved købet af Esaias Pufendorffs og Chr. Reitzers biblioteker. Under Christian 6. øgedes det til ca. 70.000 bind; særlig værdifuld var erhvervelsen af Chr. Danneskjold-Samsøes Håndskrifts- og Palæotypsamling. Under Frederik 5. kom det Gottorpske Bibliotek til som krigsbytte; navnlig dets håndskrifter, der stammede fra de middelalderlige klosterbiblioteker i Bordesholm og Cismar, var af betydeligt værd. Ved køb erhvervedes store dele af Hans Grams bibliotek og af Niels Foss' på danske bøger rige bogsamling.

### Det 18. århundrede
Bibliotekets glansperiode falder dog under Christian 8.s regering, da D.G. Moldenhawer var overbibliotekar; da indgik størstedelen af 18. århundredes rige og overordentlig alsidige privatbiblioteker i det. Ved testamente modtog det efter Danmarks største bogsamler, Otto Thott, en manuskriptsamling på ca. 4.000 numre og 6.000 bøger trykt før 1530; på auktionen over hans bibliotek, der omfattede henved 138.000 bind, købtes desuden 60.000 bind for 10.000 rigsdaler. Det vigtigste af Bolle Willum Luxdorphs, Peder Kofod Anchers, Henrik Stampes, C.F. Rottbølls, Chr. Martfelts, Henrik Gerners, I.I. Bergers fagbiblioteker indlemmedes i det, ligeledes af lensgreve J.L. Holstein-Ledreborgs (en Luthersamling på 2.000 bind) og statsminister J.H.E. Bernstorffs; F.A. Müllers samling af kobberstukne blade, Peter Uldalls og Abraham Kalls håndskriftsamlinger blev bibliotekets ejendom, og for ca. 10.000 rigsdaler erhvervedes Peter Frederik Suhms store bibliotek på 100.000 bind, mens Henrik Hielmstiernes enestående samling af ældre dansk litteratur på 10.000 bind efter ejerens død skænkedes til det. Ved 18. århundredes slutning udgjorde biblioteket ca. 250.000 bind fraregnet dubletterne.

### Det 19. århundrede
Betydelige forøgelser i 19. århundrede har biblioteket fået ved Rasmus Rasks gave af 110 håndskrifter på palmeblade og 40 på papir i Pali, Sanskrit og Singhalesisk – i sin tid en af de første samlinger i Europa; ved afleveringer fra gehejmearkivet af Matthias Moths store samlinger til en dansk ordbog og Jacob Langebeks righoldige ekscerpter til dansk historie, ved erhvervelsen af C.E.F. Weyses musiksamling, Jens Baggesens og Knud Lyne Rahbeks papirer, Svend Grundtvigs omfattende samlinger til Danmarks Folkeviser og dansk folklore-litteratur, Niels W. Gade og J.P.E. Hartmanns musikmanuskripter, den Collinske Manuskript- og Brevsamling (ca. 9.000 bind originalmanuskripter af danske digtere og videnskabsmænd fra 19. århundrede, navnlig H.C. Andersens kladder og håndskrifter til de allerfleste af eventyrene) og den Windingske billedsamling på c. 25.000 blade til dansk historie. Biblioteket anslås nu til at omfatte over 725.000 bind trykte bøger, ca. 35.000 håndskrifter, henved 3.000 palæotyper (tidsgrænse: år 1500). Dets hovedstyrke ligger i de historiske fag, og det er for litteraturen i alle videnskaber til henimod det 19. århundredes slutning et af de rigeste biblioteker i Europa.
I 1861 blev Universitetsbibliotekets bygning i Fiolstræde indviet.

### Det 20. århundrede
I 1906 indviedes bibliotekets nye bygning på Slotsholmen, tegnet af arkitekt Hans J. Holm.
I 1970'erne blev biblioteket ramt af store tyverier. For at få et overblik over manglerne gennemførtes herefter en omfattende revision af bibliotekets ældre samlinger. Mange år efter, i 2003-2004, blev tyverierne opklaret. Det skulle vise sig, at ca. 3.200 bøger til en samlet værdi af mellem 150 og 300 millioner kroner var blevet stjålet af den samme mand i løbet af en ti-årig periode. Sagen kendes som det store bogtyveri. 
I 1989 blev Universitetsbibliotekets 1. afd. en del af Det Kongelige Bibliotek, og i slutningen af 1990'erne blev flere byggeprojekter afsluttet; i 1997 således dels et nyindrettet samfundsvidenskabeligt og juridisk fakultetsbibliotek i biblioteksbygningen i Fiolstræde, dels første etape af en ny biblioteks- og magasinbygning ved Københavns Universitet på Amager, og i 1999 indviedes bibliotekets nybygning på Slotsholmen Den Sorte Diamant, hvorved den hidtidige facade mod Det Kongelige Biblioteks Have blev mindre set - også fordi hovedindgangen blev via den nyanlagte Søren Kierkegaards Plads og den gamle hovedindgang blev lukket.

### Det 21. århundrede
I 2006 blev Danmarks Natur- og Lægevidenskabelige Bibliotek (tidl. UB 2. afd.) og Det Kongelige Bibliotek fusioneret til ét bibliotek, "Det Kongelige Bibliotek, Danmarks nationalbibliotek og Københavns Universitetsbibliotek" og i 2008 fusioneredes Dansk Folkemindesamling også ind.
I 2008 indviede man Fakultetsbiblioteket for humaniora på Amager og i 2009 Det Samfundsvidenskabelige Fakultetsbibliotek Gothersgade 140.
I 2015 etablerede biblioteket en digitaliseringsafdeling på Lergravsvej.
Afdelingen har blandt andet retrodigitaliseret gamle tidsskrifter så de kunne lægges på tidsskrift.dk-platformen.
1. januar 2017 fusionerede Statsbiblioteket i Aarhus og Det Kongelige Bibliotek i København. Bibliotekets nye navn er Det Kgl. Bibliotek.

## Bibliotekets ledelse
Den første bibliotekar var Marcus Meibom, som 1663-1671 blev efterfulgt af Peder Griffenfeld. Som andre fyrstebiblioteker var Det Kongelige Bibliotek længe utilgængeligt, om end der af Hans Gram som overbibliotekar under Christian 6. vistes ikke ringe liberalitet over for videnskabsmænd; under D.G. Moldenhawer åbnedes det ved kgl. Reskript af 15. november 1793 for publikum. Af dets chefer har foruden Gram og Moldenhawer i det 18. århundrede J.H. Schlegel og Jon Erichsen, i det 19. århundrede Chr. Bruun indlagt sig store fortjenester. Fra det 20. århundrede kan nævnes overbibliotekar H.O. Lange fra 1901-1924 og Palle Birkelund, der er den hidtil længstsiddende rigsbibliotekar og chef fra 1952 til sin pension i 1982. Biblioteket, der indtil 1906 havde til huse i den af Frederik 3. opførte bygning, flyttedes nævnte år ind i en ny biblioteksbygning tegnet af Hans J. Holm. I bibliotekets oprindelige bygning har Rigsarkivet i dag til huse.
Indtil fusionen mellem Statsbiblioteket og Det Kongelige Bibliotek var Erland Kolding Nielsen direktør for Det Kongelige Bibliotek.
Fra fusionens udmeldelse i september 2016 blev Svend Larsen (direktør på Statsbiblioteket) konstitueret som direktør for Det Kgl. Bibliotek.

## Organisation
Biblioteket består af tre større områder: Danmarks Nationalbibliotek, der har en stribe samlinger, Københavns Universitets Biblioteksservice, der rummer en række af Københavns Universitets fakultets- og institutbiblioteker, samt Den Sorte Diamants kulturtilbud, herunder museale funktioner. Desuden er der stabs- og praktiske funktioner.

### Danmarks Nationalbibliotek
Danmarks Nationalbibliotek har via pligtafleveringen en stort set komplet samling af danske bøger og andre trykte værker.

#### Formidling
Med nationalbibliotekets samlinger og ekspertise følger en formidlingsopgave, som varetages på forskellig vis, bl.a. via tidsskrifter som Magasin fra Det Kongelige Bibliotek og websites som tidsskrift.dk og kulturperler.dk, men naturligvis også ved at samlinger og afdelinger understøtter forskning og selv publicerer.

#### Musik- og Teaterafdelingen
Musik- og Teaterafdelingen er en særsamling i Nationalbiblioteket, hvis hovedopgave er at tage vare på samlingen af blandt andet nodetryk og nodemanuskripter, samt gøre disse egnede til forskningsbrug og praktisk anvendelse. Til afdelingen hører også Teatersamlingen (tidl. Dramatisk Bibliotek), der bl.a. indsamler skuespil, og stiller dem til rådighed for forskere og andre interesserede.

##### Teatersamlingen
Teatersamlingen indsamler og opbevarer skuespil, rollehæfter og instruktionsbøger m.m. fra danske teatres arkiver. Biblioteket sigter mod at indsamle alle opførte skuespil på danske scener ved et samarbejde med både Danske Dramatikeres Forbund og gennem private donationer i form af bøger og manuskripter. Hovedopgaverne består i indkøb af nyere dramatisk litteratur, som  stilles til rådighed for alle teaterinteresserede. Derudover har samlingen til opgave at dokumentere dansk scenekunst og har således en bl.a.  en større cirkussamling. I 2014 overtog samlingen Dansearkiv.dk, arkivet over moderne dans i Danmark fra ca. 1970 til i dag.

#### Billedsamlingen
Billedsamlingen på Det Kongelige Bibliotek rummer ca. 18.000.000 billeder i forskellige teknikker, overvejende grafik og fotografi. Portrætter, topografi, historiske begivenheder og diversesamlingen udgør de fire hovedhjørnestene i samlingen. Hovedvægten ligger på det danske materiale, som med vekslende indsats har været indsamlet systematisk. Samtlige grupper findes tillige i vores udenlandske parallelsamling. Postkort, som er underlagt loven om pligtaflevering, indgår med ca. 800.000 danske og udenlandske postkort gennem tiderne. Særsamlinger indtager en særlig status som lukkede samlinger, der ofte rummer flere emner i samme samling.

#### Småtrykssamlingen
Småtrykssamlingen modtager via pligtaflevering et bredt sortiment af tryksager - stort set alt trykt, som ikke er bøger.

#### Dansk Folkemindesamling
Siden 2008 har Dansk Folkemindesamling været en del af Det Kongelige Bibliotek og især beskæftiget sig med den ikke-materielle kulturarv.

### Københavns Universitetsbibliotek
Københavns Universitetsbibliotek er hovedbiblioteket for Københavns Universitet, opdelt på en række institut- og fakultetsbiblioteker.

### Den Sorte Diamants kulturtilbud
I Den Sorte Diamant er der udstillings-, musik-, udlejnings- og foredragsaktiviteter, dels med direkte sammenhæng til bibliotekets funktioner, dels mere generelle kulturaktiviteter.

#### Museet for Dansk Bladtegning
Museet for Dansk Bladtegning blev oprettet i 1995 af Claus Seidel og Pelle Sadolin.
Museet fik sin endelige placering i 1998 som en af bibliotekets museale funktioner og blev officielt indviet af Dronning Margrethe II i september 2000. Museets opgave og mål er at indsamle og bevare originale avistegninger reproduceret og bragt i trykte medier som danske aviser, fagblade, magasiner samt nyere tids elektroniske nyhedsmedier.
Bladtegnermuseet har indtil dato indsamlet mere end 150.000 originaltegninger og spænder bredt historisk såvel som kunstnerisk. Over 200 danske bladtegnere er repræsenteret i samlingen, heriblandt Bo Bojesen, Henning Gantriis, Alfred Schmidt, Otto Nielsen, Tom Wikborg, Poul Holck og Per Marquard Otzen og stadigt flere kommer til.
Samlingens originaltegninger er en dokumentation af den enkelte kunstners gemyt og artistiske evner og samtidig et levende billede af samtidens liv og leben. Et historisk tidsbillede iagttaget og fastholdt igennem et kunstnerisk sind. 
Museet er i gang med en omfattende digitaliseringsproces, hvor ca. 45.000 bladtegninger bliver tilgængelige online.